# الیسا (مجموعه تلویزیونی)
الیسا یا به‌طور کامل تر الیسا از ریومبروسا (به ایتالیایی: Elisa di Rivombrosa) مجموعه تلویزیونی درام ایتالیایی است که در دو فصل ۲۶ قسمتی ساخته شده‌است (سریال دیگری، مشتق از این سریال دربارهٔ دختر الیسا در ۱۶ قسمت با نام «دختر الیسا - بازگشت به ریومبروسا» یا «آنی یزه در ریومبروسا» ساخته شده‌است که ماجرای عاشقی دختر الیسا، «آنی یزه» و پسر مارکزه وان نکر، «آندره» را بیان می‌کند). فصل اول آن در سال ۲۰۰۳ و فصل دوم آن در سال ۲۰۰۵ ساخته شده و از ۱۷ دسامبر ۲۰۰۳ تا ۱ دسامبر ۲۰۰۵ از شبکه کانال ۵ ایتالیا پخش شده‌است. داستان این سریال به سال ۱۷۶۹ میلادی بازمی‌گردد و با اقتباس از داستان پاملا، یا پاداش پاکدامنی به قلم ساموئل ریچاردسون تهیه شده‌است.
پخش این سریال در ایتالیا با موفقیت قابل توجهی رو به رو شد، به‌طوری که در زمان پخش قسمت پایانی فصل اول، بیش از ۱۲ میلیون نفر به تماشای آن پرداختند.

دوبله فارسی این مجموعه تلویزیونی از شبکه زمزمه وابسته به فارسی وان در ۶۸ قسمت پخش شد.

## بازیگران
- ویتوریا پوچینی در نقش کنتس الیسا اسکالزی ریستوری
- آلساندرو پرتسیوزی در نقش کنت فابریسیو فدریکو جوانی کلمنته ریستوری
- آنتونیو کوپو در نقش کاپیتان کریستین گری
- آنتونلا فاتوری در نقش مارکزه آنا ریستوری-رادیکاتی
- جین الکساندر (هنرپیشه بریتانیایی) در نفش  مارکزه لوکرتزیا آدلاید پرسیلا وان نکر
- سرجو آسیزی
- چزاره بوچی
- مارینا جوردانو
- مارتسیا اوبالدی